# Ambitle (Vulkan)
Der Ambitle ist ein Vulkan auf Ambitle, einer der zu Papua-Neuguinea, Provinz New Ireland gehörenden Feni-Inseln. Der Gipfelbereich des Schichtvulkans besteht aus einer Caldera mit einem Durchmesser von drei Kilometern sowie einigen Lavadomen. Im Osten befindet sich ein Maar, das bei einem Ausbruch vor etwa 2300 Jahren entstand. An der Westseite des Caldera-Bodens befinden sich mehrere thermisch aktive Gebiete mit heißen Quellen, kochenden Schlammteichen und Fumarolen.

## Quelle
- Ambitle im Global Volcanism Program der Smithsonian Institution (englisch)